# Heliocarpus popayanensis
Heliocarpus popayanensis är en malvaväxtart som beskrevs av Carl Sigismund Kunth. Heliocarpus popayanensis ingår i släktet Heliocarpus och familjen malvaväxter. Inga underarter finns listade i Catalogue of Life.